# تکمه شور
بینرتیا (نام علمی: Bienertia) سرده گیاهی از گیاهان گلدار از راسته میخک‌سانان Caryophyllales خانواده تاج‌خروسیان Amaranthaceae است.
در عربی به این گونه طحما گفته می‌شود و بنظر می‌رسد تهما خود گونه‌ای شناخته شده در فارسی است و بسیار شبیه به بینرتیا است. این گونه درخت مانند تهما و کاکل از گیاهان شورپسند است.
دارای سه گونه عمده زیر است:
- بینرتیای خلیج فارس Bienertia sinuspersici
- بینرتیای کویر ایران Bienertia kavirense
- بینرتیای سیکلوپترا Bienertia cycloptera